# Теодор I Палеолог (Монферат)
Теодор I Комнин Дука Ангел Палеолог (на гръцки: Θεόδωρος Κομνηνός Δούκας Άγγελος Παλαιολόγος, на италиански: Teodoro I Paleologo, * 1291 в Константинопол, † 21 април 1338 в Трино) е византийски принц от династията на Палеолозите и маркграф на Монферат от 1305 г. до смъртта си.
Той е по-малък син на император Андроник II Палеолог (1259 – 1332) и втората му съпруга Йоланда (Ирена) Монфератска (1274 – 1317).
От 1303 г. ннасетне Теодор прекарва детството си в Солун, където майка му живее, след като се скарва с баща му. През 1305 г. заминава за Италия на борда на един генуезки кораб и се установява в двора на вуйчо си, маркграф Джовани I Монфератски от род Алерамичи. Същата година вучо му умира и Андеоник го наследява. Така той основава италианския клон на византийската императорска фамилия на Палеолозите. Теодор приема римокатолицизма и се жени за Аргентина Спинола, дъщеря на градския капитан на Генуа, Опичино Спинола.
Теодор се ангажира в борбата за уния между Православната и Римокаторическата църква. Затова той посещава два пъти родния си Константинопол – през 1317 до 1319 и 1325 до 1327 г. Освен това Теодор се надява да наследи и трона на баща си.
След завръщането си Теодор пише книга, учебник за „изкуството на управлението и войната“ на гръцки и го превежда на латински, но и двете версии не са запазени. Жан дьо Вигнай († сл. 1340) превежда книгата му на френски за крал Филип VI от Франция (Les Enseignements ou ordenances pour un seigneur qui a guerres et grans gouvernemens à faire), която е запазена.
От брака си с Аргентина Спинола Теодор I Палеолог има две деца:
- Джовани II († 20 март 1372), маркграф на Монферат
- Виоланта († 24 декември 1342), ∞ 1330 за граф Аймон Савойски († 1343)